# Catalina Vidal Cardell
Catalina Vidal Cardell, coneguda com a Pedregana, (Llucmajor, Mallorca, 1903-1978), fou una glosadora mallorquina. Filla del també glosador Andreu Vidal Mut, és autora de nombroses composicions de caràcter circumstancial en castellà que resten inètides.